# 比尔桑达
比尔桑达（Bilsanda），是印度北方邦Pilibhit县的一个城镇。总人口13474（2001年）。

## 人口
该地2001年总人口13474人，其中男性7157人，女性6317人；0—6岁人口2192人，其中男1116人，女1076人；识字率53.85%，其中男性为59.73%，女性为47.19%。